# زازا غابور
زازا غابور (بالمجرية والإنجليزية: Zsa Zsa Gabor، بالإنجليزية تلفظ ‎[ˌʒɑːʒɑː ˈɡɑːbɔːr]‏) (6 فبراير 1917 - 18 ديسمبر 2016) مُمثلِة مجرية راحلة بدأت مسيرتها الفنية عام 1932.

## وفاتها
بعد مسيرة فنية امتدت عبر 84 عامًا، توفيت في يوم 18 ديسمبر 2016 إثر إصابتها بنوبة قلبية، عن عمر ناهز 99 عامًا.

## الأعمال
- 1952: مولان روج
- 1953: ليلي
- 1960: نينوتشكا
- 1968: باتمان
- 1991: أمير بيل إير الحيوي
- 1994: العرض المتأخر مع ديفيد ليترمان

## وصلات خارجية
- زازا غابور على موقع IMDb (الإنجليزية)
- زازا غابور على موقع الموسوعة البريطانية (الإنجليزية)
- زازا غابور على موقع روتن توميتوز (الإنجليزية)
- زازا غابور على موقع مونزينجر (الألمانية)
- زازا غابور على موقع ألو سيني (الفرنسية)
- زازا غابور على موقع تيرنر كلاسيك موفيز (الإنجليزية)
- زازا غابور على موقع أول موفي (الإنجليزية)
- زازا غابور على موقع قاعدة بيانات برودواي على الإنترنت (الإنجليزية)
- زازا غابور على موقع قاعدة بيانات برودواي على الإنترنت (الإنجليزية)
- زازا غابور على موقع قاعدة بيانات الأفلام السويدية (السويدية)